# Длуська-Воля
Длуська-Воля (пол. Dłuska Wola) — село в Польщі, у гміні Потворув Пшисуського повіту Мазовецького воєводства.
Населення — 140 осіб (2011).
У 1975-1998 роках село належало до Радомського воєводства.

## Демографія
Демографічна структура станом на 31 березня 2011 року:
|          | Загалом | Допрацездатний вік | Працездатний вік | Постпрацездатний вік |
| -------- | ------- | ------------------ | ---------------- | -------------------- |
| Чоловіки | 65      | 12                 | 47               | 6                    |
| Жінки    | 75      | 23                 | 40               | 12                   |
| Разом    | 140     | 35                 | 87               | 18                   |